# Pierre Toutain-Dorbec
 (juillet 2012).
Si vous disposez d'ouvrages ou d'articles de référence ou si vous connaissez des sites web de qualité traitant du thème abordé ici, merci de compléter l'article en donnant les références utiles à sa vérifiabilité et en les liant à la section « Notes et références ».
Pierre Toutain dit Pierre Toutain-Dorbec, né le 16 avril 1951 à Orbec, est un photographe, sculpteur, peintre et journaliste français.

## Biographie
Pierre Toutain-Dorbec naît à Orbec, pays d’Auge. Il grandit et fait ses études primaires et secondaires en Normandie à Lisieux, Le Havre, Bernay et Pont-Audemer. Partageant sa jeunesse entre la Normandie et Paris, il est élevé au sein d’une famille d’artistes. Sa mère est musicienne, son père artiste peintre et décorateur. Son oncle Jean, photographe, lui enseigne dès son plus jeune âge les techniques de prise de vue et l’art du tirage.
Son grand-père paternel Gabriel lui offre son premier appareil photo à l'âge de douze ans. Vers l’âge de quinze ans, il commence à fréquenter les ateliers d’artistes du quartier de Montparnasse. Il suit des cours à l’Académie de la Grande Chaumière et va souvent rendre visite au peintre Pierre Laffillé, dans son atelier, rue de la Roquette. Il fait la connaissance de Wilhem Maywald dont l’atelier est situé rue de la Grande Chaumière. Maywald lui ouvre les portes de son studio, qu’il utilise pour travailler des séries de natures mortes (les séries sur les poires) et de portraits. À l’occasion, il travaille au laboratoire de Maywald et effectue des tirages de ses photographies. 
Vers 1968, encouragé par quelques membres de sa famille, il décide de quitter ses études et part à la découverte du monde. Il devient ainsi l’un des très rares artistes globe-trotters, que les Américains[Qui ?] surnomment « the world travelling artist ». Il déclare ne pouvoir « peindre ou photographier le monde sans aller à sa rencontre ».
Jusqu’en 1995, il se consacre surtout à l’Asie, à l’Afrique et à l’Amérique du Nord. Il photographie, peint, sculpte, dessine et écrit, puisant son inspiration de ses expériences et rencontres. Il découvre la guerre dans le sud-est asiatique (Viêt Nam, Cambodge, maquis birmans), des religions (Hindouisme, Bouddhisme), des pays à l’histoire pluri-millénaire (Inde, Tibet). 
En 1995, il revient en France et ouvre une galerie d’art dans l’Aveyron, à Villefranche-de-Rouergue. Il abandonne un temps la photographie pour se consacrer à la sculpture et surtout à la peinture. Il commence ses séries sur Les Innocents, des portraits de victimes de la folie meurtrière des hommes, rencontrées au cours de ses voyages. 
Depuis 2004, il réside aux USA en Oregon.
Il a publié quelque quarante livres et exposé ses photographies, peintures et sculptures à de multiples endroits dans le monde.

## Œuvres

### Œuvres personnelles
- Normandie, Éditions Dorbec, Pont-Audemer, 1976.
- Confréries de Charité, Éditions Dorbec, Pont-Audemer, 1976.
- Thaïlande, Éditions Sawadee, Bangkok, 1977.
- Chiang-Maï, Éditions Sawadee, Bangkok, 1978.
- Des guerres et des enfants, édité à compte d’auteur, Rabat, 1978.
- Maroc, Éditions Photo 2000, Rabat, 1979.
- Fantasia, Éditions Photo 2000, Rabat, 1979.
- Atlas, Éditions Photo 2000, Rabat, 1979.
- Phuket, Éditions Sawadee, Bangkok, 1980.
- Opéra, Éditions Sawadee, Bangkok, 1980.
- Wat Pra Keo, Éditions Sawadee, Bangkok, 1981.
- Rien que la Guerre, et Toi, Éditions Rachid Asnaoui, Casablanca, 1981.
- Une brève histoire du Maroc, Éditions Rachid Asnaoui, Casablanca, 1982.
- Bénarès (textes et photographies de Pierre Toutain) :
  - Éditions Richer/Vilo, Paris, 1985. 128 p.  (ISBN 2-901151-17-5). (édition bilingue avec une traduction en anglais de Mostyn Mowbray).
  - Éditions UBS Publisher’s, New Delhi, 1985.
- Bénarès (textes et photographies de Pierre Toutain, préface de Madame Pupul Jayakar), Éditions BNP, Paris, 1985.
- Thaïlande, Éditions Temps de Pose, Paris, 1986.
- Cambodge, édité à compte d’auteur, Inde, 1986.
- South-East Asia, édité à compte d’auteur, Inde, 1986.
- Népal (photographies de Pierre Toutain-Dorbec, textes de Michel Gotin) :
  - Éditions Temps de Pose, coll. « Destination », Paris, 1986. 128 p.  (ISBN 2-906063-00-2).
  - Éditions Merehurst Press, Londres, 1986.
  - Éditions UBS Publisher’s, New Delhi, 1986.  (ISBN 0-948075-19-8).
- Tibet (photographies de Pierre Toutain-Dorbec, avec une interview du Dalaï Lama, textes de Pierre Joffroy).
  - Éditions Merehurst Press, Londres, 1986.  (ISBN 0-948075-69-4).
  - Éditions Temps de Pose, coll. « Destination », Paris, 1986. 128 p.  (ISBN 2-906063-05-3).
  - Éditions UBS Publisher’s, New Delhi, 1986.
- Québec (photographies de Pierre Toutain-Dorbec, textes de Frédéric Barreyre) :
  - Éditions Temps de Pose, coll. « Destination », Paris, 1987. 126 p.  (ISBN 2-906063-02-9).
  - Éditions Merehurst Press, Londres, 1987.  (ISBN 0-948075-65-1).
- Paris (photographies de Pierre Toutain, textes de Philippe Ganier-Raymond) :
- Éditions Merehurst Press / London, 1987.
- Éditions Temps de Pose / Paris, 1987.  (ISBN 2-906063-04-5).
- Rajasthan (photographies de Pierre Toutain, textes de Gérard Busquet) :
  - Éditions Temps de Pose, coll. « Destination », Paris, 1988.
  - Éditions Harrap Columbus, Londres, 1988.  (ISBN 0-7471-0136-1).
  - Éditions UBS Publisher’s, New Delhi, 1988.
- Ganga, Éditions Ganesha, Calcutta, 1989.
- Calcutta, Éditions Ganesha, Calcutta, 1989.
- Itinéraires, édité à compte d’auteur, Népal, 1989.
- Sadhu, Éditions Ganesha, Calcutta, 1991.
- Rien que pour Toi, édité à compte d’auteur, Bénarès, 1991.
- Tibet : le toit du monde (photographies et textes de Pierre Touain-Dorbec, avec une préface du Dalaï Lama). Éditions Denoël, coll. « Planète », Paris, 1991. 119 p.  (ISBN 2-207-23895-4).
- Villajoyosa, édité à compte d’auteur, Espagne, 1992.
- The Mystery of Haystack Rock and the Murder at Cannon Beach Hotel, CSF Publishing, USA, 2015;  (ISBN 978-1-937487-92-8)
- Strolling in Rome with Claudia, CSF Publishing, USA, 2016;  (ISBN 978-1-937487-96-6)
- Varanasi or the Perpetual Negation of Self, CSF Publishing, USA, 2016;  (ISBN 978-1-937487-95-9)
- BoBo, the Monkey Who Thought He Was a Man, CSF Publishing, USA, 2018.  (ISBN 978-1-937487-99-7)

### Ouvrages collectifs
- A Day in the Life of London, Éditions Jonathan Cape / Australia, 1984.  (ISBN 0-224-02975-4)
- 24 Hours in the Life of Los Angeles, Éditions Alfred Van der Marck / New York, 1984.  (ISBN 0-912383-04-6).  (ISBN 0-912383-03-8).
- 24 studen Ruhrgebiet, Éditions (?) / Germany, 1984.
- Ireland, a Week in the Life of a Nation, Éditions Century Hutchinson/London, 1986.  (ISBN 0-7126-9518-4).
- France, Time-Life / Library of Nations, 1990.  (ISBN 0-8094-5124-7)
- India, Time-Life / Library of Nations, 1986.  (ISBN 0-8094-5315-0)
- Canada, Time-Life / Library of Nations, 1987.  (ISBN 0-8094-5320-7)
- Jean Miotte, M. Pleynet, Éditions du Cercle d’Art / Paris, 1993.  (ISBN 2-7022-0341-8)

### Expositions
- Chez Willy, Par mes Yeux, Paris / France, 1968
- À la Grande-Chaumiére, Des Encres, Paris / France, 1969
- La Photographie Galerie, Premiers Voyages, Pont-Audemer / France, 1976
- Shangrila Hôtel, Encres d’Inde, New-Delhi / Inde, 1976
- Easy Art, Des Solitudes, Calcutta / Inde, 1977
- Best Art, Du Vide, Calcutta / Inde, 1978
- Nandy Art Shop , Gange, Bénarès / Inde, 1978
- Asnaouï Art Center, Désert, Rabat / Maroc, 1979
- Maison des Arts, Du Sable, Casablanca / Maroc, 1980
- Art Center, Pour Toi, Bangkok / Thaïlande, 1980
- Sirinat Modern Art, Buddhism, Chiang-Maï / Thaïlande, 1981
- Art Connexion, Temples, Bangkok / Thaïlande, 1981
- Centre d’Art, Les Enfants et la Guerre, Évreux / France, 1981
- Centre d’Art Contemporain, Les Enfants et la Guerre, Annecy / France, 1982
- Maison de la Culture, Les Enfants Soldats, Tours / France, 1982
- Katmandu Art, Abstractions, Katmandu / Népal, 1983
- Galerie Saint-Paul, Ultra Seul, Paris / France, 1983
- Galerie Saint-Paul, Encore ?, Paris / France, 1984
- Singapor Shangrila, Ultra Larmes, Singapour, 1986
- Temps de Pose, Sculptures, Paris / France, 1986
- Maison de la Culture, Nouvelles Encres, Bruxelles / Belgique, 1987
- Temps de Pose, Tout noir, Paris / France, 1987
- Katmandu Art, Pour Rien, Katmandu / Népal, 1988
- Temps de Pose, Tout blanc, Paris / France, 1988
- New Art Galery, Tibet, Bombay / Inde, 1989
- Alicante, Des Ocres, Alicante / Espagne, 1990
- Arte Galeria, Lacrimas, Valencia / Espagne, 1991
- Salon des Arts, Seul au Monde, Vence / France, 1992
- Rencontres Artistiques, Des Pleurs, Florence / Italie, 1993
- Salon de la Photographie, Sadhu, Paris / France (collectif), 1993
- Penta Center, Rétrospective, Genève / Suisse, 1994
- Albert Ier, Sculptures, Chamonix / France, 1995
- Allard, Sculptures récentes, Megève / France, 1995
- Atelier Galerie, Rétrospective Toutain, Cannes/ France , 1996
- Link, Lettres de l’Inde, Madras / Inde, 1997
- Art Lotois, Rétrospective, Cajarc / France, 1998
- Gordon’s, Nouvelles abstractions, Bombay / Inde, 1999
- Galerie Flean, Nouvelles peintures, Saragosa / Espagne, 2000
- Association Art en Aveyron, Inde, Drulhe / France, 2000
- Musée de la Photographie, Itinéraires, Château de Belcastel / France, 2002
- L’Atelier Galerie, C’est comme ça, Villefranche / France, 2004
- Galerie A Contrario, Bronzes Torse, Limoges / France, 2004
- Galerie Temps Présent, Rétrospective, Evian / France, 2004
- Galerie RM Studio, Les Innocents, Santa Fe / USA, 2005
- Musée des Beaux-Arts, Secrets d'Enfance, Bernay / France, 2005/2006
- Lennon Fine Art Gallery, À Propos de Voyages, Santa Fe, Nouveau Mexique / USA, 2006
- Indigo Gallery, My World, Madrid, Nouveau Mexique / USA, 2006
- Pierre and Claudia Gallery, Grand Voyageur, Santa Fe, Nouveau Mexique / USA, 2006
- Cannon Beach Arts Association, Humans, Oregon, USA, 2016